# Jacques Heim

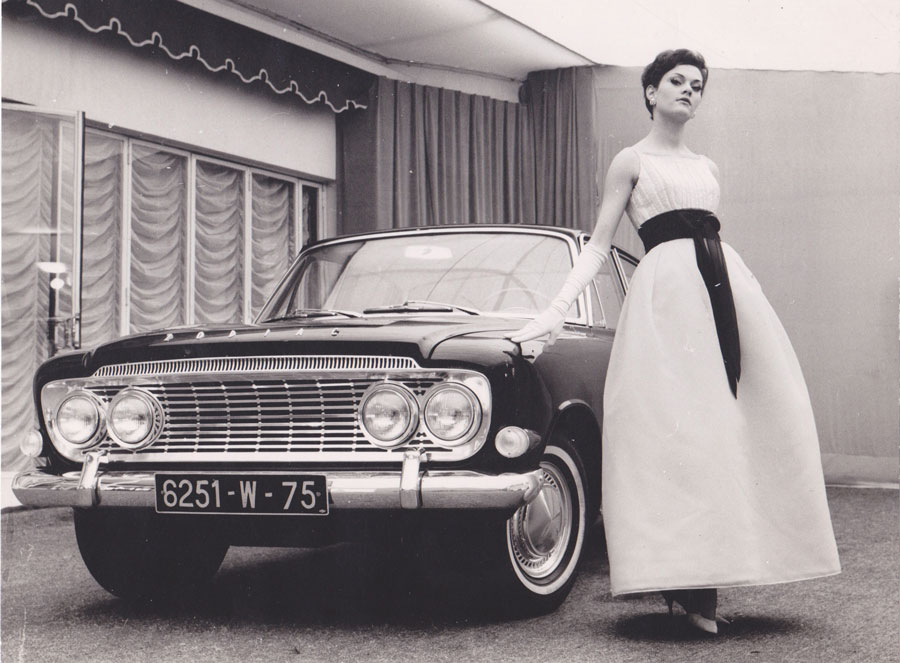
Mannekäng iförd klänning skapad av Jacques Heim.

Jacques Heim, född 8 maj 1899 i Paris, död 8 januari 1967 i Neuilly-sur-Seine, var en fransk modeskapare och kostymör. Från 1930 till sin död ledde han modehuset Jacques Heim. Åren 1958–1962 var Heim ordförande för Chambre Syndicale de la haute couture.